# Stefan Alvén
Stefan Alvén (* 12. Dezember 1968) ist ein schwedischer ehemaliger Fußballspieler. Der Abwehr- und Mittelfeldspieler, der seine komplette Spielerkarriere in seinem Heimatland verbrachte, arbeitete nach seinem Karriereende als Sportfunktionär.

## Werdegang
Alvén begann mit dem Fußballspielen bei Asmundstorps IF. 1986 wechselte er zum seinerzeitigen Zweitligisten Landskrona BoIS. In den folgenden Jahren platzierte er sich mit der Mannschaft im mittleren Tabellenbereich der Liga, ehe sie zu Beginn der 1990er Jahre in den Abstiegskampf abrutschte. 1991 verließ er den Klub und schloss sich Malmö FF in der Allsvenskan an. Hier war er auf Anhieb Stammspieler und trat an der Seit von Jonnie Fedel, Patrik Andersson, Niclas Nylén und Dan Corneliusson mit der Mannschaft jeweils in den Meisterschaftsendrunden der Spielzeiten 1991 und 1992 an, ohne jedoch ins Titelrennen eingreifen zu können. Unter Trainer Rolf Zetterlund, der vor Beginn der Spielzeit 1994 den Trainerposten von Viggo Jensen übernommen hatte, rückte er ins zweite Glied. Nach vier Spielzeiten für den Klub aus Schonen wechselte er daher nach Stockholm und schloss sich dem örtlichen Erstligisten Djurgårdens IF an. Mit dem von Anders Grönhagen betreuten Aufsteiger hielt er sich an der Seite von Kaj Eskelinen, Magnus Pehrsson, Markus Karlsson und Fredrik Dahlström in der Debütsaison im Mittelfeld der Liga, in der Spielzeit 1996 folgte der Absturz in die Zweitklassigkeit. Alvén blieb dem Klub in der zweiten Spielklasse treu und kehrte mit ihm am Ende der Zweitliga-Spielzeit 1998 in die erste Liga zurück. In 24 der 26 Erstligaspiele der Spielzeit 1999 neben Lucas Nilsson, Michael Borgqvist, Sharbel Touma und Niclas Rasck auf dem Spielfeld, konnte der Defensivspieler den direkten Wiederabstieg nicht verhindern. Er blieb jedoch in der Allsvenskan und schloss sich Anfang 2000 dem IFK Norrköping an. Die zweite Spielzeit für den neuen Verein beendete er mit der Mannschaft um Mathias Florén, Jonas Wallerstedt, Kristian Bergström und Eddie Gustafsson als Drittletzter der Allsvenskan und musste in den Relegationsspielen gegen Mjällby AIF antreten. Mit einer Tordifferenz von 4:3 in Hin- und Rückspiel gelang IFK Norrköping der Klassenerhalt. Anschließend beendete er seine aktive Laufbahn.
Im Februar 2005 wählte die Mitgliederversammlung von Djurgårdens IF Alvén, der während seiner Zeit in Stockholm Rechtswissenschaft studiert hatte, als Mitglied für juristische Fragen in den Vorstand. Im November 2009 änderte der Verein seine Strukturen, in diesem Zusammenhang beförderte ihn der Klub zum Sportchef, der die sportliche Leitung verantwortet. Um die Wettkampfmannschaft zu stärken, rückte er im Mai des folgenden Jahres schließlich auf den im November eingeführten, bis dato nicht besetzten Posten des Managers auf. Nach Drohungen gegen seine Person und seine Familie trat er Anfang Mai 2011 von seinem Posten zurück.